# Pushing Daisies
Pushing Daisies is een voor een Golden Globe genomineerde Amerikaanse drama/comedyserie bedacht door Bryan Fuller. De serie had haar première in de VS op 3 oktober 2007. "Pushing Daisies" wordt elke woensdagavond uitgezonden op de Amerikaanse zender ABC.
Door de stakingen van de schrijvers werd het eerste seizoen ingekort en kwamen nieuwe afleveringen pas in het najaar van 2008 op het scherm.
In Nederland is de reeks sinds 19 augustus 2008 te zien op Net5 en in Vlaanderen op VT4 sinds oktober 2008. inds 11 maart 2011 is de serie ook op Canvas (België 2) te zien.
De serie scoorde gaandeweg niet hoog genoeg meer in de kijkcijfers en op 20 november 2008 werd de reeks dan ook door ABC afgevoerd.

## Verhaal
Pushing Daisies gaat over Ned, een taartenbakker, die een nogal merkwaardige kracht heeft. Hij ontdekte deze toen hij 9 jaar oud was en met zijn hond aan het spelen was. Zijn hond werd overreden door een vrachtwagen en was dood. Ned raakt hem aan, er komt een vonk uit zijn vinger en zijn hond springt weer in het rond. Er zit echter ook een nadeel aan deze kracht, of eigenlijk meerdere. De eerste keer dat hij een dood wezen aanraakt, wordt het weer levend, maar de tweede keer dat hij het aanraakt gaat het weer dood, alleen dan wel voor eeuwig. Nog een ander nadeel is dat als hij iemand aanraakt en hem langer dan een minuut laat leven, er iemand anders in de buurt doodgaat.
Ned is nu 28 en zijn hond leeft nog steeds, al heeft hij hem sinds zijn negende niet meer aangeraakt. Ned gebruikt zijn kracht nu om moorden op te lossen. Hij gaat met de privédetective Emerson Cod (Chi McBride) langs het mortuarium en probeert in de minuut die hij heeft erachter te komen wie het lijk, dat hij tijdelijk tot leven heeft gebracht, vermoord heeft.
Nadat hij zijn jeugdliefde Charlotte Charles (Chuck) tot leven heeft geroepen om haar moord op te lossen, vergeet hij zijn 60 seconden en Chuck blijft leven. (Dichtbij gaat een begrafenisondernemer dood). Samen met Emerson en Chuck proberen ze de moorden zo snel mogelijk op te lossen.

## Rolverdeling
| Acteur            | Personage                 | Opmerkingen                               |
| ----------------- | ------------------------- | ----------------------------------------- |
| Lee Pace          | Ned                       | Eigenaar en taartenmaker van The Pie Hole |
| Anna Friel        | Charlotte "Chuck" Charles | Ned's jeugdliefde                         |
| Chi McBride       | Emerson Cod               | Ned's zakenpartner en detective           |
| Kristin Chenoweth | Olive Snook               | Serveerster van The Pie Hole              |
| Ellen Greene      | Vivian Charles            | Chuck's tante                             |
| Swoosie Kurtz     | Lily Charles              | Chuck's tante                             |
| Jim Dale          | -                         | Verteller                                 |